# Aachener Industriebahn
Die Aachener Industriebahn AG (AI) war eine deutsche Eisenbahngesellschaft, die von 1873 bis 1887 existierte. Ihre Strecken lagen im Aachener Steinkohlenrevier. Ab 1882 führte sie den Namen Aachen-Jülicher Eisenbahn. 1887 wurde ihr Streckennetz durch die Preußischen Staatseisenbahnen übernommen. Die meisten ehemaligen Strecken der Gesellschaft wurden ab ca. 1980 durch die Deutsche Bundesbahn stillgelegt und abgebaut.

## Geschichte
Bis 1870 war das Wurmrevier, der ältere Teil des Aachener Steinkohlenreviers, durch die großen preußischen Privatbahnen nur unzureichend erschlossen worden. Die meisten Gruben und Industriebetriebe mussten ihre Waren mühsam per Pferdefuhrwerk oder Pferdebahn zu den Bahnhöfen der Rheinischen Eisenbahn-Gesellschaft (RhE) oder der Bergisch-Märkischen Eisenbahn-Gesellschaft (BME) bringen, deren Strecken von Aachen nach Köln bzw. Mönchengladbach das Wurmrevier nur am Rande streiften. Erst 1870 erbaute die RhE die Strecke Stolberg – Alsdorf, mit der die Gruben Anna und Maria Gleisanschluss erhielten.
Die Wünsche der örtlichen Gruben- und Hüttenbesitzer waren damit noch nicht erfüllt. Sie ergriffen daher 1871 die Initiative und gründeten zunächst den Verein für die berg- und hüttenmännischen Interessen im Aachener Bezirk. Der Verein stellte 1872 bei der preußischen Regierung ein Konzessionsgesuch für ein Güterbahnnetz im Aachener Steinkohlenrevier. Am 23. November 1872 wurde die Konzession erteilt, am 6. April 1873 wurde schließlich die Aachener Industriebahn AG (AI) gegründet.
Im Folgejahr wurde mit dem Bau der ersten Strecken begonnen, bis Ende 1875 wurden die Strecken in zwei Schritten in Betrieb genommen:
Am 26. September 1875:
- Stolberg – Würselen – Morsbach (Grube Gouley)
- Würselen – Hoengen (Grube Maria)
- Stolberg – Eschweiler-Aue

Am 31. Dezember 1875:
- Aachen Nord – Würselen
- Aachen Nord – Haaren – Aachen-Rothe Erde

In Stolberg und Rothe Erde bestand Anschluss an die Strecke Köln–Aachen der Rheinischen Eisenbahn-Gesellschaft, in Eschweiler-Aue an die Talbahnstrecke der Bergisch-Märkischen Eisenbahn-Gesellschaft in Richtung Jülich. In Aachen Nord konnte zunächst aufgrund von Grundstücksstreitigkeiten aber auf Initiative der Vereinigungsgesellschaft für Steinkohlenbau im Wurmrevier zunächst nur ein provisorischer Bahnhof weit außerhalb der Stadt nördlich des Kölnsteinwegs (der heutigen Jülicher Straße) in Betrieb genommen werden. 
Die AI konnte beim Streckenbau teilweise auf bereits vorhandene Pferdebahnen zurückgreifen, mit denen verschiedene Gruben bislang die geförderte Kohle transportiert hatten. Die Strecke Aachen–Würselen nutzte die Trasse der Pferdebahn der Würselener Königsgrube, während in der Strecke nach Stolberg die Pferdebahn der Grube Maria aufging. Entgegen ursprünglichen Planungen wurde neben dem Güterverkehr mit Ausnahme der Strecke Stolberg–Eschweiler-Aue auf allen Strecken auch der Personenverkehr aufgenommen.
Am 29. September 1880 erhielt die Gesellschaft eine Konzession zur Verlängerung der Strecke Aachen Nord–Hoengen bis nach Jülich. Zugleich mit der Inbetriebnahme der Strecke am 1. Oktober 1882 änderte die Aachener Industriebahn ihren Namen in Aachen-Jülicher Eisenbahn. Im gleichen Jahr konnte auch der näher an der Stadt liegende und nach einem Entwurf des Architekten Franz Ewerbeck errichtete Bahnhof Aachen Nord nun offiziell eingeweiht werden. Von dort bestand Anschluss mit der Straßenbahn Aachen in Richtung Innenstadt.
Die Industriebahn besaß ein dichtes Netz von Gleisanschlüssen zu Gruben, Hütten und weiteren Industriebetrieben. In Würselen waren u. a. die Gruben Gouley, Teut und Königsgrube angeschlossen, in Aachen u. a. die Waggonfabrik Talbot und das Hüttenwerk Rothe Erde, in Stolberg die Chemische Fabrik Rhenania und in Eschweiler-Aue schließlich die dortigen Gruben und Hütten des Eschweiler Bergwerksvereins. Entsprechend hoch war das Transportaufkommen, es sicherte den Aktionären der Bahngesellschaft für Prioritätsaktien jährlich 5 % Dividende, ab 1884 sogar 6,25 %.
Ab Ende der 1870er-Jahre war Preußen bestrebt, die großen Privatbahnen zu verstaatlichen, nachdem Bismarcks Plan einer Reichseisenbahn am Widerstand der Bundesstaaten gescheitert war. 1880 wurde die RhE und 1882 die BME durch den Staat übernommen. Zur Schaffung eines sinnvoll verknüpften Netzes kaufte die Staatsbahn 1884 der Aachen-Jülicher Eisenbahn die kurze Strecke von Stolberg nach Eschweiler-Aue ab, um die Strecke von Jülich durchgehend bis zum Rheinischen Bahnhof in Stolberg betreiben zu können.
1886 trat der preußische Staat auch mit einem Übernahmeangebot an die Aachen-Jülicher Eisenbahn heran. Bereits zum Jahresanfang 1887 übernahm der Staat die Betriebsführung der Bahn, die Gesellschaft löste sich am 1. Mai dieses Jahres auf.

## Fahrzeugpark und Betriebswerk
Die AI errichtete ihr Bahnbetriebswerk in Würselen. Durch die Staatsbahn wurde es übernommen. 1950 legte die Bundesbahn die Anlagen still. Während ihres relativ kurzen Bestehens besaß die AI insgesamt 17 Lokomotiven. Dabei handelte es sich mit einer Ausnahme um Tenderloks der Achsfolgen B und C. Die Ausnahme war eine gebraucht gekaufte ältere Lok der Achsfolge 1A1, die durch das Bahnbetriebswerk in Würselen in die Achsfolge B1 umgebaut wurde. Hersteller der Loks waren die Lokomotivfabriken Mödling, Tubize, Hohenzollern, Henschel und Hanomag. Alle Loks wurden durch die Staatsbahn übernommen, die letzten wurden nach 1906 ausgemustert.

## Weitere Entwicklung

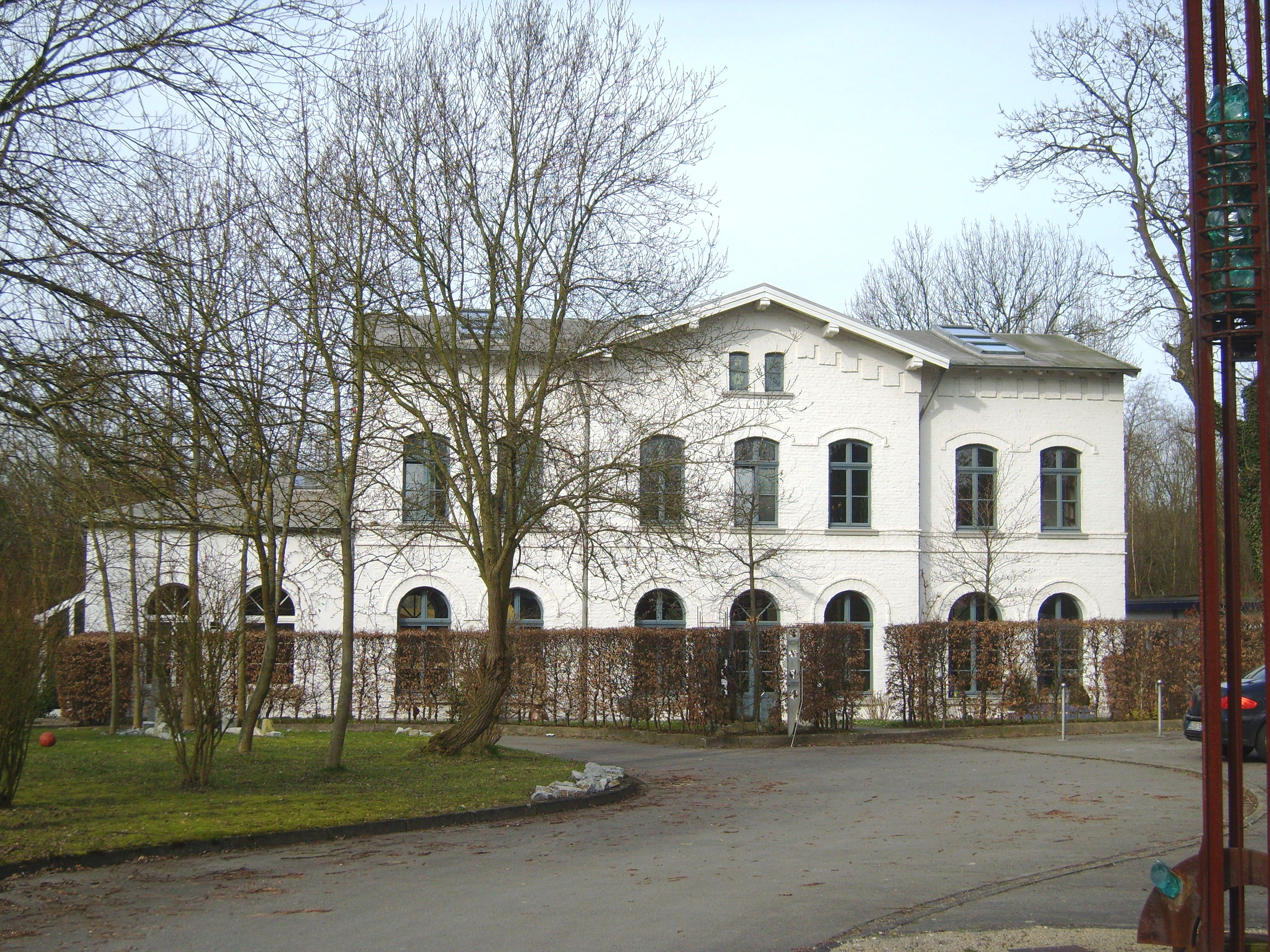
Bahnhof Mariagrube an der ehemaligen Strecke der Aachener Industriebahn

Die Staatsbahn baute das Netz der AI weiter aus. 1892 wurde die bis Morsbach führende Strecke nach Kohlscheid verlängert, dabei wurde in Kohlscheid ein bereits seit 1855 Grubenbahnanschluss mitgenutzt. 1895 wurde eine direkte Verbindungskurve von Haaren in Richtung Würselen gebaut, so dass Güterzüge aus Richtung Rothe Erde nicht mehr in Aachen Nord einen Fahrtrichtungswechsel durchführen mussten. Eine weitere Verbindungskurve wurde zum Bahnhof Mariadorf der rheinischen Strecke Stolberg–Herzogenrath errichtet. 1911 wurde der Anschluss zur Jülicher Kreisbahn in Kirchberg eröffnet.
In den 1930er-Jahren erfolgten die nächsten größeren Veränderungen. Aufgrund des Autobahnbaus zwischen Aachen und Köln musste die Strecke Stolberg–Würselen–Kohlscheid 1939 auf mehreren Kilometern verlegt werden und erhielt eine neue Trassierung nördlich der alten Strecke. Zur gleichen Zeit wurde die alte Verbindungskurve zum Bahnhof Mariadorf stillgelegt und durch eine neue Kurve vom Bahnhof Mariagrube in Richtung Alsdorf ersetzt. Damit wurde zugleich die neue Zweigstrecke von Mariagrube zur Grube Emil Mayrisch, die 1941 eröffnet wurde, direkt in Richtung Alsdorf angebunden. Zwischen 1949 und 1957 wurden schließlich an den Strecken verschiedene zusätzliche Haltepunkte für die seit Anfang der 1950er-Jahre fahrenden Schienenbusse eingerichtet.
Ab 1960 begann auch im Aachener Revier der Rückzug des Bergbaus. Bereits 1962 wurde die Grube Maria stillgelegt, 1969 folgte die Grube Gouley in Würselen. Damit verloren die ehemaligen Strecken der AI zunehmend Fahrgäste und Güter. Schon 1960 verlor die Strecke Würselen–Stolberg ihren Personenverkehr, die erst unter Staatsbahnregie gebaute Verlängerung nach Kohlscheid hatte den Personenverkehr bereits 1951 als eine der ersten Bundesbahnstrecken nach dem Krieg eingebüßt. Die Stilllegungen aller Streckenabschnitte können der folgenden Tabelle entnommen werden.
| Strecke                                          | Einstellung Personenverkehr | Einstellung Güterverkehr                                     |
| ------------------------------------------------ | --------------------------- | ------------------------------------------------------------ |
| Kohlscheid–Würselen Nord (Morsbach/Grube Gouley) | 20. Mai 1951                | 1. November 1965                                             |
| Würselen Nord–Würselen                           | ?                           | 30. Mai 1980                                                 |
| Stolberg–Würselen                                | 29. Mai 1960                | 1980 (Abschnitt Stolberg–Weiden als Anschlussgleis erhalten) |
| Aachen Nord–Würselen                             | 1. Juni 1980                | 31. August 1980                                              |
| Würselen–Mariagrube                              | 1. Juni 1980                | 31. Dezember 1983                                            |
| Mariagrube–Aldenhoven                            | 1. Juni 1980                | 31. Oktober 1984                                             |
| Aldenhoven–Kirchberg b. Jülich                   | 1. Juni 1980                | 30. November 1982                                            |

Vom ehemals umfangreichen Netz der Aachener Industriebahn wird nur noch ein kurzer Abschnitt genutzt, die seit Jahrzehnten nur für den Güterverkehr genutzte Verbindungsbahn von Aachen-Rothe Erde nach Aachen Nord mit dem Anschluss der Waggonfabrik Talbot (heute: Talbot Services). Das Anschlussgleis Stolberg–Weiden für die dortige Glasfabrik und der kurze Abschnitt von Jülich nach Kirchberg liegen noch, sind aber nicht mehr an das Gleisnetz angebunden und benutzbar. Der Abschnitt nach Kirchberg wurde aufgrund der baufälligen Brücke über die Rur 1995 östlich der Brücke über ein neues Verbindungsgleis an die parallel laufende Kreisbahnstrecke angebunden und die Brücke mitsamt dem westlich liegenden DB-Bahnhof stillgelegt.
Mit Ausnahme der Strecke nach Aachen Nord sind die verbliebenen Abschnitte inzwischen nicht mehr Staatsbahnstrecken. Die Deutsche Bahn hat die Strecke nach Kirchberg an die Dürener Kreisbahn und die Strecke Stolberg–Weiden an die EVS Euregio Verkehrsschienennetz abgetreten. Mit dem weiteren Ausbau der Euregiobahn im Raum Aachen bestehen Planungen, den Abschnitt Aachen Nord–Würselen wieder aufzubauen, ebenso den fehlenden Abschnitt zwischen Würselen und Weiden. Durch Bau von Verbindungskurven soll damit ein durchgehender Verkehr Aachen–Würselen–Weiden–Mariadorf–Alsdorf möglich werden.